# Gagnef (comuna)
Gagnef (em sueco: Gagnef kommun) é uma comuna da Suécia localizada no condado de Dalecárlia. Sua capital é a cidade de Djurås. Possui 767 quilômetros quadrados e segundo censo de 2018, havia 52 224 habitantes.